# خودکشی در فلسفه
در فلسفه اخلاق و دیگر شاخه‌های فلسفه به‌طور کل، خودکشی پرسش‌های سختی را ایجاد کرده که پاسخ‌های گوناگونی نیز توسط فلاسفه بدان‌ها داده شده‌است. مقاله‌نویس، رمان‌نویس و نمایش‌نامه‌نویس فرانسوی آلبر کامو (۱۹۱۳–۱۹۶۰) در آغاز مقاله فلسفی خود به نام افسانه سیزیف این جمله مشهور که «هیچ مسئله فلسفی جدی‌ای جز اینکه زندگی ارزش زیستن دارد یا نه، وجود ندارد» را آورده‌است. (جمله به فرانسوی: Il n'y a qu'un problème philosophique vraiment sérieux: c'est le suicide)

## ادله به نفع خودکشی
همواره استدلال‌هایی وجود داشته که به فرد اجازه می‌دهند میان زندگی و خودکشی، خودش گزینش کند. آنان که موافق این مجوز هستند این گونه استدلال می‌کنند که خودکشی هرگز یک عمل غیر منطقی نیست و برعکس، خودکشی یکی از راه حل‌های مشکلات است که ممکن است فرد آن را گزینش کند. این راه حل معمولاً آخرین تلاش فرد است برای حل مشکلاتش. آنان معتقدند که هیچ باشنده‌ای را نباید بگذاریم که بی‌دلیل رنج بکشد و این، خودکشی است که به ما امکان فرار از رنج را می‌دهد.

### مینوگروی
هرودوت می‌نویسد: «وقتی زندگی سخت و ظالمانه شود، مرگ برای فرد حکم پناه‌گاه را پیدا می‌کند». شوپنهاور نیز تصدیق می‌کند: «می‌گویند خودکشی عملی است از روی بزدلی... و اینکه خودکشی کار اشتباهی است. درحالی که پرواضح است که چیزی در این دنیا، به جز جان آدمی، وجود ندارد که چنین غیرقابل از بین بردن بنماید.»
شوپنهاور در اثر اصلی خود به نام جهان همچون اراده و تصور، گاه‌وبیگاه از خودکشی مثال می‌آورد. او این را که خودکشی غیراخلاقی است رد می‌کرد و معتقد بود هر کس حق دارد جان خود را بگیرد. وی در تمثیلی، خودکشی برای پایان دادن به رنج را به‌سان بیدار شدن از کابوسی دهشتناک دانست. با این حال بیش‌تر خودکشی‌ها را ناشی از اراده می‌دانند؛ چراکه خودکشی زمانی حادث می‌شود که فرد می‌خواهد دردهای زندگی را نفی کند و این حالت با زمانی که فرد می‌خواهد برای ریاضت کشیدن و چشم‌پوشی از دنیا، از اراده‌اش صرف نظر کند، متفاوت است.
طبق نظریات شوپنهاور، آزادی اخلاقی — بلندمرتبه‌ترین هدف اخلاق — تنها با نفی اراده برای زندگی کردن حاصل می‌شود. خودکشی به غیر از چنین انکاری، اثبات تلقینی اراده محسوب می‌شود؛ چراکه نیمی از خودکشی در واقع چشم‌پوشی از لذت‌هاست و نه فقط دوری از رنج‌ها. هنگامی که فردی وجود را از خود سلب می‌کند، او به هیچ وجه اختیار خود برای زندگی را نفی نمی‌کند؛ برعکس، او می‌خواهد زندگی کند چنانچه بتواند خود را راضی کند، چنانچه بتواند اختیارش را بر شرایط غلبه دهد، اما شرایط بد چنان قوی است که وی نمی‌تواند این قوه اختیار خود را بر آن پیروز کند.

### آزادی‌خواهی
آزادی‌خواهی چنین بیان می‌کند که زندگی هر شخص تنها متعلق به خود اوست و هیچ‌کس اجازه ندارد این عقیده که زندگی را باید تا آخر زندگی کرد را به وی تحمیل کند. این تنها و تنها خود فرد است که قادر است و می‌تواند چنین تصمیمی بگیرد و در این مورد تصمیمش هرچه که باشد می‌بایست بدان احترام گذاشت.
توماس ساس، فیلسوف و روان‌شناس، پا را از این هم فراتر می‌گذارد و معتقد است خودکشی اساسی و پایه‌ای‌ترین حق هر بشر است. اگر آزادی خویش‌فرمانی باشد — یعنی هرکس مالک تن و جان خود باشد — بنابراین حق پایان دادن به زندگی یا حق مردن پایه‌ای‌ترین حق به حساب می‌آید. چنانچه دیگران بتوانند شما را به ادامه دادن به زندگی مجبور کنند، شما دیگر مالک خود نیستید و آن‌ها مالک شما هستند.
جین آمری در کتابش به نام دربارهٔ خودکشی: بحثی در رابطه با مرگ خودخواسته که نخست در آلمان به سال ۱۹۷۶ چاپ شد، یک نگرش پویا از ذهن خودکش ارائه می‌کند. وی با استدلالی عاشقانه و البته اجبارگونه بیان می‌کند که خودکشی نهایت آزادی انسان است و از عباراتی چون «ما تنها زمانی به خود واقعی خود می‌رسیم که مرگمان انتخابی باشد» یا «این زندگی روزمره احمقانه» برای توجیه خودکشی بهره می‌برد.  وی در ۱۹۷۸ خود را کشت.
تفکر فلسفی در قرن ۱۹ و ۲۰ از طرفداری از خودکشی به جایی رسید که دیگر خودکشی یک تلاش آخر به حساب نمی‌آمد، یا کاری که اگر کسی کرد، باید حتماً دلیلی برایش وجود داشته باشد. دیگر فرد خودکش می‌بایست دلیل برای انجام ندادن آن می‌آورد. شاخه‌های گوناگون وجودگرایی با این فرضیه بنیادی شکل گرفتند که زندگی اساساً بی‌معناست و به این پرسش رسیدند که چرا نباید کسی خود را بکشد؟ آنان به این پرسش این گونه پاسخ دادند که شخص این قدرت را دارد که به زندگی معنی دهد.

### رواقی‌گری
با وجود آنکه جورج لیمان کیترج می‌گوید که: «رواقیان خودکشی را بزدلی می‌پنداشتند» اما مشهورترین رواقی‌گران یعنی سنکای جوان، اپیکتت و مارکوس آئورلیوس بر این باور بودند که انتخاب مرگ همواره یکی از گزینه‌هاست و مرگ خودخواسته بسا بهتر از زندگی در رنج است.
رواقیان می‌پذیرفتند که خودکشی برای یک شخص هوشمند در شرایطی که نمی‌تواند یک زندگی افتخارآمیز داشته باشد، رواست. پلوتارک معتقد بود پذیرش زندگی همراه با ستم پی‌رنگ خویشتن یا وحدت خود را در کاتو (وحدت) از بین برده و باعث می‌شود فرد نتواند انتخابی افتخارآمیز داشته باشد. خودکشی در صورتی توجیه‌پذیر است که فرد دچار درد و رنجی شدید شده باشد؛ در غیر این صورت این‌طور فرض می‌شود که وی قادر نبوده وظایف اجتماعی خود را به انجام برساند.

### کنفسیوس‌گرایی
کنفسیوس‌گرایان معتقدند عدم توانایی در پی‌روی از برخی ارزش‌ها از مرگ بدتر است؛ بنابراین خودکشی از نظر اخلاقی پذیرفته شده و حتی قابل تمجید است؛ اما، اگر تنها به منظور پاسداشت آن ارزش‌ها صورت گرفته باشد. تأکید آنان بر وفاداری، از خودگذشتگی و افتخار سبب شده تا رفتارهایی چون ایثار جان در این مسلک حتی تشویق نیز بشوند. کنفوسیوس می‌نویسد: «برای مردان هدف‌مند و پی‌رو رن با آنکه باید هرطور هست زیر سایه رن زنده بامانند، گاهی نیز پیش می‌آید که می‌بایست برای دست‌یابی به آن، مرگ را پذیرا باشند.» منسیوس می‌نویسد:
من ماهی می‌خواهم؛ به کف پای خرس نیز نیازمندم. اگر نتوانم هر دو این‌ها را با هم داشته باشم، من کف پای خرس را به ماهی ترجیح می‌دهم. من می‌خواهم زندگی کنم؛ یی را نیز نیاز دارم. اگر نتوانم هر دو این‌ها را با هم داشته باشم، من یی را به زندگی ترجیح می‌دهم. از یک‌سو، باوجودی که زندگی را دوست دارم، چیزی هست که بیش‌تر از زندگی برایم ارزش دارد. به همین خاطر حاضر نیستم به هر قیمتی شده زندگی کنم. از سوی دیگر، باوجودی که از مرگ متنفرم، چیزی هست که بیش‌تر از مرگ برایم تنفرانگیز است. به همین خاطر است که از برخی خطرها دوری نمی‌کنم ... با این حال راه‌هایی برای زنده ماندن یا فرار از مرگ هست که شخص بدان‌ها پناه نمی‌برد. به عبارت دیگر، چیزهایی هست که برای فرد از زندگی باارزش‌تر و از مرگ تنفرآمیزترند.

## ادله علیه خودکشی
در دوران مدرن و در جهان غرب باور رایج فلاسفه بر این شد که خودکشی اساساً غیراخلاقی است. یکی از این باورها چنین است که خیلی از دلایل ارتکاب خودکشی همچون اختلال افسردگی اساسی، رنج عاطفی یا مشکلات مالی، گذرا هستند و با کمک گرفتن از درمان‌گران و تغییر برخی رفتارها می‌توان آن‌ها را از بین برد. یکی از رایج‌ترین گفته‌ها که در بحث پیشگیری از خودکشی آورده می‌شود این است: «خودکشی، یک راه حل دائمی برای یک مشکل موقتی است.» با این حال استدلالی که علیه این باور آورده می‌شود این است که درست است که مشکلات مالی یا عاطفی در بیش‌تر مواقع گذرا و از طریق تغییر روش زندگی، قابل حل هستند، اما در برخی موارد نیز بسته به توانایی فرد و شدت مشکل، ممکن است چنین نباشد، که به این سادگی‌ها، حتی از راه درمان یا تغییر رفتارها بتوان با آن‌ها مقابله کرد. به‌طور مثال برخی بیماری‌های لاعلاج روانی، این چنین‌اند.

### پوچ‌گرایی
فیلسوف پوچ‌گرای اهل الجزایر فرانسه، آلبر کامو هدف فلسفه پوچ‌انگاری را در پاسخ به این پرسش می‌دانست که آیا خودکشی پاسخی الزامی به دنیایی است که هم در رابطه با وجود خدا (و پاسخ او در صورت وجود) هم در جستجوی ما برای یافتن معنی زندگی، ساکت است یا خیر؟ برای او، خودکشی به معنی پس زدن آزادی بود. وی معتقد بود فرار از پوچی واقعیت به وهم، دین یا مرگ راه درستی نیست. به جای فرار کردن از این بی‌معنایی پوچ‌گرایانه زندگی، ما بایستی آن را با اشتیاق پذیرا باشیم.
ژان-پل سارتر وجودگرا، موقعیت مورسو، قهرمان کتاب کامو به نام بیگانه که به مرگ محکوم شده را این گونه توصیف می‌کند:
انسان پوچ‌گرا خودکشی نمی‌کند. او مایل است بدون چشم‌پوشی از اطمینانش، بدون هیچ آینده‌ای، بدون هیچ امیدی، بدون هیچ توهمی ... و بدون هیچ تسلیم شدنی، به زندگی ادامه دهد. وی با توجهی اشتیاق آلود به مرگ می‌نگرد و این شوق او را رها می‌کند. او این بی‌مسئولیتی الهی راً در رابطه با مرد محکوم، تجربه می‌کند.

### فلسفه مسیحیت
جی کی چسترتون خودکشی را «شر نهایی و قطعی و امتناع از پذیرش علایق وجودی» می‌داند. به استدلال وی، هرکه خود را بکشد، تا جایی که به وی مربوط می‌شود، دارد کل دنیا را نابود می‌کند. (ظاهراً تکرار باورهای موسی بن میمون است).

### آزادی‌خواهی
جان استوارت میل در مقاله معروفش «درباره آزادی» استدلال می‌کند از آنجا که جزء لایتجزای آزادی، قدرت انتخاب است، هر انتخابی که فردی انجام دهد که باعث شود فرد از انتخاب‌های دیگر در آینده محروم شود، می‌بایست منع شود. باید گفت که احتمالاً منظور نویسنده از این جمله این است که دفاع از خودکشی عبث است؛ چراکه هر انتخابی انجام دهد، بدان معنی است که از انتخاب‌های دیگر محروم می‌شود؛ بنابراین از دیدگاه میل، فروختن خود به عنوان برده یا خودکشی به این سبب که امکان انتخاب‌های بعدی را از فرد می‌گیرد، می‌بایست منع شود. میل در رابطه با این موضوع در کتباش چنین می‌نویسد:
نه‌تنها کسی حق ندارد عملی انجام دهد که آزادی شخص دیگری را محدود کند، بلکه می‌بایست به کسی را که می‌خواهد آزادی خود را سلب کند نیز یاری رساند تا چنین نکند. در این کشور و دیگر کشورهای متمدن به‌طور مثال اگر کسی بخواهد خود را به عنوان برده بفروشد یا کس دیگری را بفروشد، خودبه‌خود این عملش کئن‌لم‌یکن تلقی می‌شود؛ چراکه این کار نه پشتوانه نظری داری و نه قانونی؛ بنابراین حق محدود کردن فردی که می‌خواهد زندگیش را نابود کند به وضوح پذیرفتنی است. دلیل دخات نکردن در امور خودخواسته یک فرد، مگر به نفع جمع باشد، در نظر گرفتن شرایط آزادی است.
با این حال میل معتقد است که هر فردی بهترین محافظ علائق و منافع خود است. وی تمثیل مردی را که می‌خواهد از یک پل شکسته عبور کند را می‌آورد: ما می‌توانیم به زور آن شخص را متوقف کنیم و به او دربارهٔ خطر هشدار دهیم، اما حق نداریم مانع عبور او از پل شویم؛ چراکه تنها اوست که می‌تواند بسنجد آیا زندگیش ارزش حفظ را دارد یا اینکه باید از روی پل عبور کند.

### وظیفه‌گرایی
ایمانوئل کانت در کتابش تحت عنوان اصول پایه‌ای اخلاق متافیزیکی علیه خودکشی دلیل می‌آورد. وی بر مبنی دومین فرمول خود در رابطه با امر مطلق چنین استدلال می‌کند که: «کسی که می‌خواهد خود را بکشد باید در نظر داشته باشد که ایا عملش در نهایت انسانی هست یا نه.» در این نظریه کانت اساساً به خود عمل توجه دارد و نه نتایج آن و معتقد است که انسان باید تکلیفش را روشن کند که آیا می‌خواهد همه این کار را بکنند؟ آیا همه (انسان‌ها) چون او می‌اندیشند؟

### قرارداد اجتماعی
در کتاب قرارداد اجتماعی ژان-ژاک روسو هر انسانی «حق دارد برای محافظت از جان خود، هر خطری را بپذیرد.»
توماس هابز و جان لاک این حق که هر شخص مجاز است جان خود را بگیرد، را رد می‌کنند. هابز در کتابش لویاتان چنین بیان می‌کند که قوانین طبیعت انسان را از «انجام هر کاری که زندگی‌اش را به خطر بیندازد یا باعث شود وی نتواند از زندگی‌اش محافظت کند را منع کرده‌اند.» شکستن این قوانین طبیعی غیر منطقی و غیراخلاقی است. هابز همچنین معتقد است که انسان به‌طور غریزی بیش‌تر طالب زندگی است تا مرگ.

## حالات طبیعی و موقعیتی

### افتخار
در ژاپن نوعی خودکشی به نام هاراکیری وجود دارد که در واقع افتخار از دست رفته فرد پس از شکست یا انگ اجتماعی را برایش بازمی‌گرداند. این عمل در زمان سامورایی‌ها و حتی پیش از آن، بسیار رواج داشت و پذیرفته شده بود. این حقی بود که تنها طبقه سامورایی از آن برخوردار بود؛ بنابراین مجرمین معمولی از این «افتخار» منع می‌شدند و اعدام برای آن‌ها در نظر گرفته می‌شد. این نشان می‌دهد که خودکشی در فرهنگ ژاپنی امری شجاعانه و درست است؛ و نه کاری از روی بزدلی و اشتباه.

### سودگرایی
اصالت نفع می‌تواند توجیهی هم به نفع و هم علیه خودکشی باشد. با آنکه مرگ یک شخص افسرده به رنج‌هایش پایان می‌دهد، اما همین می‌توانند عامل رنج‌آفرین برای دوستان و خانواده‌اش شود.

### دیگر ادله
دیوید هیوم مقاله‌ای دربارهٔ خودکشی نوشت که پس از مرگش چاپ شود. بیش‌تر این مقاله در رابطه با این است که خودکشی یک بی‌حرمتی آشکارا به خداوند است. وی استدلال می‌کند که نجات جان یک انسان در حال مرگ، یا تغییر در موقعیت هرآنچه در اطراف فرد است، کم‌تر از خودکشی، عملی شورش‌گرانه علیه خداست. وی این استدلال که خودکشی یک بی‌حرمتی و طغیان علیه وظایف فردی یا دیگران است را کم‌تر به بحث می‌گذارد. هیوم معتقد است که خودکشی یعنی بازنشستگی از امور اجتماعی و به‌گونه‌ای، کاملاً منزوی شدند است. البته این کار غیراخلاقی نیست؛ با وجود آنکه هیچ‌گونه نمی‌توان مشکلاتی که ممکن است برای بازماندگان فرد خودکش همچون کودکانش یا عزیزانش که ممکن است پس از این عمل وی بسیار آسیب‌پذیر شوند، را توجیه کرد. هیوم در رابطه با وظیفه نسبت به خود، انکار نمی‌کند که گاهی ممکن است خودکشی، عملی خواستنی باشد. با این حال اینکه فردی خودکشی کند بدون آنکه دیگر گزینه‌ها را مد نظر قرار داده باشد را یک عمل احمقانه می‌داند.
طرفداران حق مردن استدلال می‌کنند که خودکشی تحت شرایطی پذیرفتنی است؛ همچون زمانی که فرد پیر و فرتوت شده یا به نوعی بیماری لاعلاج دچار شده باشد. به باور آنان با وجودی آنکه زندگی به‌طور کل خوب است، اما نباید کسانی که به گونه‌ای رنج می‌برند را مجبور به ادامه رنج بردن کرد.
لئونارد پیکوف در کتابش مادی‌گرایی: فلسفه آین رند چنین بیان می‌کند:
خودکشی زمانی که شرایط برای ادامه زندگی فرد در تحت کنترلش نباشد، توجیه‌پذیر است. به‌طور مثال کسی که به نوعی بیماری لاعلاج دچار است یا زندانی که محکوم به کار اجباری در اردوگاه کار اجباری است که امکان فرار از ان را به هیچ وجه ندارد. در مواردی این چنین، خودکشی الزاماً واپس‌زنی زندگی یا واقعیت نیست. برعکس، خودکشی در چنین حالتی در واقع تأکید تراژیک دوباره‌ایست بر زندگی و واقعیت. این از نظر فرد شکنجه شونده یعنی: "زندگی برای من چونان اهمیت دارد که به چیزی کم تر از آن قانع نیستم. من یک مرگ زندگی‌گونه را نمی‌پذیرم."
اخلاق زیستی‌شناس، جیکوب ام اپل، نظام‌های اخلاقی «دل‌بخواهی» را بدین سبب که به بیماران اجازه می‌دهند درمان را رد کنند، در شرایطی که از نظر جسمی بیمارند، در حالی که بیماران روانی چنین حقی ندارند را به شدت مورد انتقاد قرار داده است.